# Sogong
Sogong is een bestuurslaag in het regentschap Lebak van de provincie Banten, Indonesië. Sogong telt 2590 inwoners (volkstelling 2010).